# イリーナ・ドルゴワ
イリーナ・ドルゴワ（Irina Dolgova 1995年9月26日- ）はロシアの柔道選手。階級は48kg級。

## 人物
2010年にヨーロッパカデ選手権40kg級を制すると、2011年には階級を44kg級に上げて2連覇した。さらにヨーロッパユースオリンピックフェスティバルで優勝すると、世界カデでも優勝を飾った。2012年には階級を48kg級に上げると、ヨーロッパジュニアで優勝を飾った。U23ヨーロッパ選手権では2位だった。2013年にはヨーロッパジュニアで2連覇を果たすと、世界ジュニアでも優勝を成し遂げた。2015年には世界ランキング上位選手で争われるワールドマスターズでは3位に入った。ヨーロッパ競技大会でも3位となった。世界選手権では初戦で近藤亜美にGSに入ってから指導1で敗れた。グランドスラム・アブダビでグランドスラム大会初優勝を飾った。2016年のリオデジャネイロオリンピックでは2回戦でアルゼンチンのパウラ・パレトに袖釣込腰で敗れた。2017年のヨーロッパ選手権では2位だった。世界選手権では5位にとどまった。地元で開催されたワールドマスターズでは決勝で渡名喜風南に敗れた。2018年のヨーロッパ選手権では優勝した。2021年7月に日本武道館で開催された東京オリンピックでは2回戦で敗れた。
現在はロシア大統領のウラジーミル・プーチンが名誉会長を務めるヤワラ・ネヴァ柔道クラブに所属している。

## 主な戦績
- 2010年 - ヨーロッパカデ選手権　優勝(40kg級)

44kg級での戦績
- 2011年 - ヨーロッパカデ選手権　優勝
- 2011年 - ヨーロッパユースオリンピックフェスティバル　優勝
- 2011年 - 世界カデ　優勝

48kg級での戦績
- 2012年 - ヨーロッパジュニア　優勝
- 2012年 - U23ヨーロッパ選手権　2位
- 2013年 - ヨーロッパジュニア　優勝
- 2013年 - 世界ジュニア　優勝
- 2014年 - グランプリ・サムスン　優勝
- 2014年 - グランプリ・タシュケント　3位
- 2014年 - U23ヨーロッパ選手権　2位
- 2015年 - グランプリ・ザグレブ　3位
- 2015年 - ワールドマスターズ　3位
- 2015年 - ヨーロッパ競技大会　3位
- 2015年 - グランドスラム・チュメニ　3位
- 2015年 - グランプリ・タシュケント　3位
- 2015年 - グランドスラム・アブダビ　優勝
- 2015年 - アフリカオープン・ポートルイス　優勝
- 2016年 - グランプリ・トビリシ　5位
- 2016年 - ヨーロッパオープン・マドリード　優勝
- 2017年 - ヨーロッパ選手権　2位
- 2017年 - グランプリ・フフホト　2位
- 2017年 -　世界選手権　5位
- 2017年 - グランドスラム・アブダビ　優勝
- 2017年 -　ワールドマスターズ　2位
- 2018年 -　グランプリ・アガディール　優勝
- 2018年 - ヨーロッパ選手権　優勝
- 2018年 -　グランプリ・ザグレブ　2位
- 2018年 -　ワールドマスターズ　3位
- 2019年 - グランドスラム・エカテリンブルグ　3位
- 2019年 - ヨーロッパ競技大会　2位
- 2019年 - ミリタリーワールドゲームズ　2位
- 2019年 -　オセアニアオープン・パース　優勝
- 2019年 -　ワールドマスターズ　3位
- 2021年 -　ヨーロッパ選手権 5位
- 2021年 -　グランドスラム・カザン　2位
- 2021年 -　世界軍人選手権大会　2位

(出典、JudoInside.com)